# 경제자유구역기획단
경제자유구역기획단(經濟自由區域企劃團, Free Economic Zone Planning Office)은 대한민국 산업통상자원부의 소속기관이다. 2003년 7월 10일 발족하였으며, 세종특별자치시 한누리대로 402에 위치하고 있다. 단장은 고위공무원단 나등급에 속하는 일반직공무원으로 보한다.

## 직무
- 경제자유구역에 관한 정책 및 제도의 입안·기획
- 경제자유구역에 관한 법제의 운영
- 경제자유구역의 지정 및 해제
- 경제자유구역 개발계획의 확정 및 변경
- 경제자유구역의 사업성과 평가 및 기반시설 설치에 대한 지원
- 경제자유구역과 관련되는 자료의 조사, 통계 구축, 홍보 및 국제 협력
- 경제자유구역의 운영과 관련된 광역지방자치단체 및 경제자유구역청과의 협의
- 경제자유구역의 경영 및 생활여건 개선을 위한 제도마련 및 지원
- 경제자유구역의 외국인투자 활성화에 관한 관계부처 협의 및 애로사항의 해소
- 경제자유구역위원회의 운영
- 자유무역지역에 대한 정책 및 제도의 입안·기획
- 자유무역지역에 관한 법제의 운영
- 자유무역지역의 지정·해제 및 조성

## 연혁
- 2003년 7월 10일: 재정경제부 소속으로 경제자유구역기획단 설치.
- 2008년 2월 29일: 지식경제부 소속으로 변경.
- 2013년 3월 23일: 산업통상자원부 소속으로 변경.

## 조직

### 단장
- 정책기획팀
- 지식서비스투자팀
- GCF유치지원팀
- 산업물류투자팀
- 개발지원1팀
- 개발지원2팀